# Дзичковский, Евгений Викторович
Евгений Викторович Дзичковский (родился 27 декабря 1965 года в Краснодаре) — российский спортивный журналист.
Учился в 48-й школе Краснодара. Закончил с красным дипломом Ставропольское высшее военное инженерное училище связи имени 60-летия Великого Октября (инженер электросвязи).
Был распределён в город Балабаново Калужской области в звании лейтенанта. Через 4 года переведён в Одинцово. Подполковник.
С 1999 года работал в издании «Спорт-Экспресс». В 2014 году ушёл оттуда из-за профессиональных разногласий. Автор книги «Жемчужина. Оранжевое настроение».
По итогам 2002 года включен Федерацией спортивных журналистов России в десятку лучших представителей профессии.
В 2003 году в составе команды журналистов газеты «Спорт-Экспресс» принял участие в телепередаче «Сто к одному» (выпуск на телеканале «Россия» от 21 декабря 2003 года)[значимость факта?].
С 5 марта по 10 июня 2015 года работал руководителем Департамента по информационной политике РФС.
До мая 2017 года работал в издании «Советский спорт». С 22 мая 2017 — шеф-редактор сайта «Матч ТВ». С 25 августа 2018 — шеф-редактор отдела авторских материалов сайта «Матч ТВ».
С ноября 2023 года — руководитель пресс-службы футбольного клуба «Химки».

### Награды и премии
- Приз Льва Филатова (2010)[11]
- «Энергия побед» (2011)[12]
- «Искра» (2014)[13]
- «Энергия побед» (2019) — за особый вклад в развитие спортивной журналистики в России[14]